# Feldbahn Gradsko–Prilep
| Feldbahn auf der Strecke Drenovo-Trojaci Durchbruch durch den Reiakpass für die Passstraße und die Feldbahn im Radatal auf der Strecke Drenoro–Trojaci                                                                                          |                     |                                        |                                        |
| Ehemaliger Streckenverlauf Gradsko–Prilep auf einer Karte von 2020 |                     |                                        |                                        |
| Streckenlänge: | 45 km               |                                        |                                        |
| Spurweite: | 600 mm (Schmalspur) |                                        |                                        |
| |                     |                                        |                                        |
| \| \| 0 \| Gradsko \| Gradsko \| \| \| \| Drenovo \| \| \| \| \| Trojaci \| \| \| \| \| Pletvar \| \| \| \| \| Pestrica \| \| \| \| \| Dolenmost \| \| \| \| 45 \| Prilep \| Prilep \| \| \| \| Abzweigung Meichsner bei Bakarno Gumno[3] \| \| |                     |                                        |                                        |
| Kopfbahnhof Streckenanfang (Strecke außer Betrieb) | 0                   | Gradsko                                | Gradsko                                |
| Bahnhof (Strecke außer Betrieb) |                     | Drenovo                                | Drenovo                                |
| Bahnhof (Strecke außer Betrieb) |                     | Trojaci                                | Trojaci                                |
| Bahnhof (Strecke außer Betrieb) |                     | Pletvar                                | Pletvar                                |
| Bahnhof (Strecke außer Betrieb) |                     | Pestrica                               | Pestrica                               |
| Bahnhof (Strecke außer Betrieb) |                     | Dolenmost                              | Dolenmost                              |
| Bahnhof (Strecke außer Betrieb) | 45                  | Prilep                                 | Prilep                                 |
| Abzweig geradeaus und nach links (Strecke außer Betrieb) |                     | Abzweigung Meichsner bei Bakarno Gumno | Abzweigung Meichsner bei Bakarno Gumno |

Die Feldbahn Gradsko–Prilep war während des Ersten Weltkriegs eine 45 km lange schmalspurige Feldbahn im heutigen Nordmazedonien.

## Geschichte
Die militärische Feldbahn wurde 1916–1917 von deutschen Straßenbaukompanien und deutschen Eisenbahntruppen mit Hilfe russischer Gefangener gebaut und im Februar 1917 auf der gesamten Länge in Betrieb genommen. Sie wurde mit Brigadeloks betrieben.
Der Nachschub wurde mit der Normalspurbahn bis Gratzgo transportiert und von dort mit der schmalspurigen Feldbahn nach über Drenovo (Drenoro), Radcbycl (Radebyel), Trojaci, Pletvar (Plettwarr) nach Prilep (Perleppe) gebracht. Von dort aus wurde er mit Tragtier-Kolonnen über die schlecht erschlossen Passhöhen des Gebirges zur Front weitertransportiert.
Die 8. Armee, 6. Reserve-Division, Landwehr-Infanterie-Regiment Nr. 19, II. Bataillon, 8. Kompanie betrieb in der Nähe des Trojaci-Lagers ein Toplika genanntes Reserve- und Etappen-Bataillon für die sächsischen Truppen an der Front. Sie übernahm die Bewachung der dortigen Seilbahn, die damals das modernste Beförderungsmittel in der militärischen Logistik war.